# 흑표당

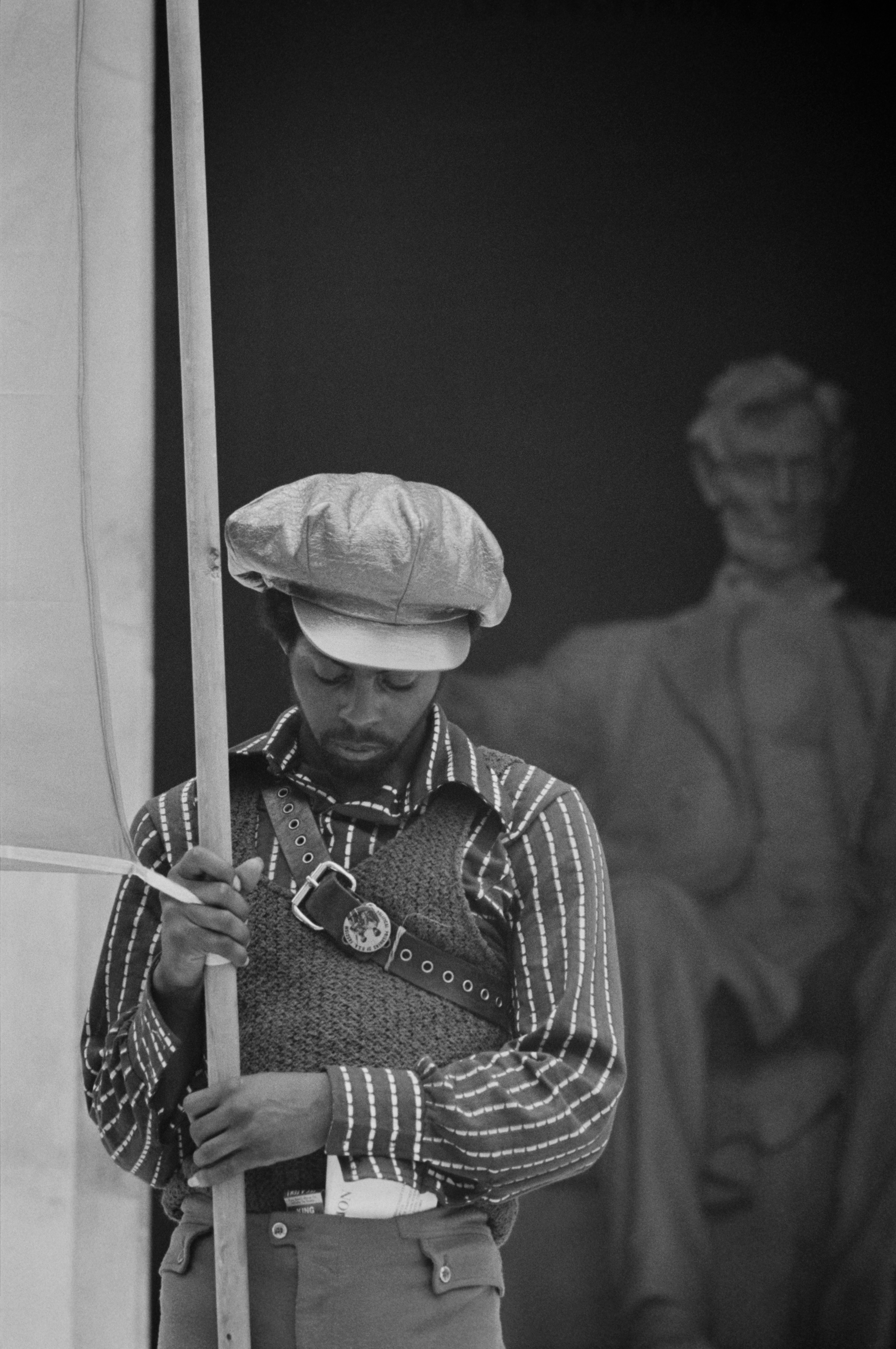

흑표당(영어: Black Panther Party)은 1966년에 설립된 미국의 마르크스-레닌주의 공산당이자 혁명적 사회주의 무장단체이다.
흑표당의 창립자는 바비 실과 휴이 뉴튼으로, 1966년 10월 15일 캘리포니아주의 오클랜드에서 경찰 폭력으로부터 아프리카계 미국인들을 지키겠다는 기치로 흑표당을 세웠다. 초기에는 흑인 민족주의를 표방하였으나 지도부가 중화인민공화국을 방문한 이후 프롤레타리아 문화대혁명의 영항을 받아 마르크스-레닌주의 공산당이 되었다.
1968년 이후에는 뉴욕, 시카고, 디트로이트, 뉴어크, 클리블랜드, 필라델피아, 피츠버그, 시애틀 등 미국 전역의 도시에서도 흑표당 지부가 설립되었다.

## 기원
제 2차 세계 대전 후 남부지역 흑인들이 북서쪽으로 이동하며 오클랜드 (Oakland)와 그 지역 도시들을 흔들어 놓았다. 이들은 남쪽의 인종차별적 정권을 피해 왔지만 새로운 환경에서 자란 이들의 2세들은 그들의 부모들과는 다른 또 다른 차원의 가난과 인종차별을 겪어야 했다. 이로 인해 이런 정치권에 대응하는 조직이 생성되기 시작했는데 이들을 ‘흑표당’이라 했다. “최근 인종차별을 피해 남부에서 북서쪽으로 이동해왔지만 이 지역에서의 인종차별과 경제적 어려움을 겪는 이주자들”이 흑표당 구성원의 자격조건이었다.
그들이 옮긴 지역의 경찰관 661명 중 흑인은 16명이었을 정도로 흑인이 경찰 지휘나 정부에 거의 영향이 없었다. 시민의 평등권을 외치던 공민권법은 부여되며 정치나 경제 면에서는 흑인들에게 설 자리가 없다는 것이었다. 학생 전국[비폭력] 조정 위원회 (SNCC, Student National[Nonviolent] Coordinating Committee)나 인종 평등 회의 (CORE, Congress Of Racial Equality)와 같은 비폭력적인 단체들이 효력을 발휘하지 못하자 젊은 흑인들이 나서기 시작했다. 오클랜드 시 젊은 흑인들의 강력한 동요로 학문과 정치적 모임들로 시작해 점차 흑표당으로 거듭났다.
1966년 10월 휴이 뉴튼 (Huey Newton)은 그의 학교 친구 바비 실 (Bobby Seale)과 함께 블랙 파워 단체인 혁명적활동운동 기구(Revolutionary Action Movement)에 가입하였다. 그들은 오클랜드 북부의 이웃 빈곤 반대 센터에서 일하였다. 경찰 폭력에 싸우기 위하여 자문 위원회는 시의회 후원에 5,000개의 서명을 손에 넣었다. 스토클리 카마이클의 분단적 흑인 정치 기구에 관한 요구에 영감을 받아, 자신들의 머리글자 연설문 10가지 요점 프로그램을 썼다. 휴이의 동생 멜빈 뉴튼의 도움으로 그들은 파란 셔츠, 검은 바지, 재킷, 베레모와 총으로 구성된 단체의 유니폼을 결정하였다.
흑인들의 강인함과 존엄을 표하기 위해서는 검은 표범이 가장 알맞다는 주장으로 "흑표당"이라 불렸다.

### 규칙
흑표당은 당원들에게 26개의 규칙을 규정하였다.
1. 당원들 중 그 누구도 활동 중에 마약을 수요할 수 없다.
2. 마약이 발견된 당원은 쫓겨난다.
3. 당원들은 활동 중에 술에 취할 수 없다.
4. 당원들은 아무도 사무일, 당회의 등의 일에 관련된 규칙에 폭력을 가할 수 없다.
5. 당원들은 아무도 누구에게도 불필요하게 혹은 사고로 총을 겨누거나 쏘지 않는다.
6. 당원들은 흑인 해방 군대 외에 다른 군대에는 입대하지 못 한다.
7. 당원들은 술이나 마약에 취하였을 때 총을 소유할 수 없다.
8. 당원들은 다른 당원들이나 흑인들에게 범죄를 일으키지 않을 것이며, 사람들에게서 아무것도 훔치지 않을 것이다.
9. 흑표당원들이 체포될 때 이름과 주소만 주고, 아무것도 서명하지 않는다. 법률 주먹 원조가 당원들에게 이해되어야 한다.
10. 흑표당의 10가지 요점 프로그램과 연설은 당원 서로에 의하여 알려지고 이해되어야 한다.
11. 당의 보도는 국내적, 지방적이어야 한다.
12. 10-10-10 프로그램은 모든 당원들에 의하여 알려지고 이해되어야 한다.
13. 모든 재무부장들은 재무부의 관할 아래에서 운영하여야 한다.
14. 각자인은 하루의 일에 관한 보고를 제시한다.
15. 각 부분의 지도자, 중위, 대위들은 하루의 일에 관한 보고를 제시한다.
16. 모든 흑표당원들은 무기를 작동시키고 사용하는 법을확실히 배워야 한다.
17. 당원을 쫓아낸 모든 지도자들은 이 정보를 신문 편집자에게 제시하여, 출간될 때 장과 지점 각각에 알려진다.
18. 정치적 교육 학급들은 총당원을 위한 위임이다.
19. 사무원만이 날마다 저마다의 사무실에 지정되며, 다른이들은 공동체에서 신문을 팔고 정치적 일을 해야한다.
20. 보도들 - 모든 장들은 주마다 국립본부에 써서 제출해야 한다.
21. 모든 지점들은 응급 치료를 실행한다.
22. 모든 장, 지점, 흑표당의 구성 요소들은 매달 재정적 보고를 재무부와 중앙 위원회에 제출해야 한다.
23. 지도자 지위에 있는 모두는 정치적 상황의 변화에 뒤떨어지지 않기 위하여 날마다 두시간 적지 않게 읽어야 한다.
24. 모든 장이나 지점은 국립본부에 연락 없이 정부 중개인들 아무나부터 승인, 빈곤 자금을 받아들이지 않는다.
25. 모든 장들은 흑표당의 중앙 위원회에 의하여 실패한 정책과 이념에 신봉한다.
26. 모든 지점들은 매주 저마다의 장들을 쓴 보고서들을 제출해야 한다.

### 10가지 요점 프로그램
1. 우리는 자유를 원한다. 우리는 압박에 처해있는 흑인 공동체의 운명을 결정할 힘을 원한다.
2. 우리는 우리 인민들의 완전 고용을 원한다.
3. 우리는 자본가들에 의한 흑인 공동체의 강도질을 끝내기를 원한다.
4. 우리는 모든 인민이 안전하고 수준이 높은 주택에 살 수 있는 권리가 보장되길 원한다.
5. 우리는 퇴폐적인 미국 사회의 본질을 드러내기 위해 활동하는 인민들을 위한 교육을 원한다. 우리는 우리에게 우리의 진실한 역사와 현재 사회에서 우리의 역할을 가르치는 교육을 원한다.
6. 우리는 압박에 처해있는 흑인들을 위한 완전한 무상 의료를 원한다.
7. 우리는 흑인들, 다른 인종의 인민들, 미국 안의 모든 종류의 압박에 처해있는 인민들에 대한 살인과 경찰에 의한 폭력을 재빨리 끝내기를 원한다.
8. 우리는 침략 전쟁들을 재빨리 끝내기를 원한다.
9. 우리는 미국 연방국, 주, 군, 시, 군사 교도소와 감옥에 있는 모든 흑인들과 압박에 처해있는 인민들을 위한 자유를 원한다.
10. 우리는 대지, 식품, 주택, 교육, 의류, 정의, 평화와 근대 기술에 관해서, 인민에 의한 공동조정을 원한다.

### 흑인 아동의 맹세
이 흑인 아동의 맹세는 1968년 셜리 윌리엄스(Shirly Williams)에 의해 작성되어 흑표당 뉴스레터(The Black Panther Newsletter)에 기고되었으며 흑표당의 호전성과 흑인 국민주의적 경향을 드러내는 동시에, 또한 흑인 아동을 위한 신체적 건강, 교육, 마약으로부터의 절제, 협동과 지역 사회 결속의 가치를 강조하고 있다.
1. 나는 나의 흑인 민족에 대한 충성을 맹세한다.
2. 나는 내 몸과 마음을 최고로 가능한 만큼 성장시킬 것을 맹세한다
3. 나는 자유를 위한 나의 민족의 투쟁에 내 최선을 제공하기 위하여 내가 배울수 있는 모든것을 배울 것을 맹세한다.
4. 나는 나의 신체를 건강하게 유지할 것이며 육체를 강하게 단련시키고, 마약이나 그 외의 내 자신, 가족과 나의 흑인 형제와 자매들을 보호할 능력을 떨어뜨리는 모든 물질을 멀리할 것이다.
5. 나는 변화를 더 빨리 불러오기 위하여 내 지식과 주변 상황에 대한 이해를 사심 없이 공유할 것이다.
6. 나는 나태한 증오에 힘을 낭비하기보다는 생산적이고 생각이 깊게 에너지를 사용하는 방향으로 내 자신을 단련할 것이다.
7. 우리는 모든 흑인 남성, 여성, 아이가 신체적, 정신적, 심리적으로 강할 것을 필요로 하기 때문에, 나는 자신을 단련시킴으로써 내 흑인 형제들과 자매들을 절대로 해치지 않을 것이며, 또한 다른 사람들이 그들을 해칠 수 없도록 할 것이다. 이러한 원칙들을 매일 실행하고 또 우리 민족을 단합시키기 위해 이 원칙들을 다른 사람들에게 가르칠 것을 맹세한다.[5]

## 연대기
- 1966년 10월 – 흑표당 설립. 며칠 뒤 “경찰” 순찰활동 시작.
- 1967년 1월 – 오클랜드 시내 어느 점포 앞에 위치한 첫 공식 본부 형성. “흑표 신문” 첫 발행.
- 1967년 2월 – 베티 샤바즈 (Betty Shabazz)의 경호 담당
- 1967년 4월 – 리치몬드에서 덴질 다월 (Denzil Dowell)집회
- 1967년 5월 2일 – 총으로 무장한 흑표당원 30명, 주 의사당에 모여 처음으로 언론에 흑표당 노출
- 1967년 8월 - 미국 연방수사국(FBI)에서 "대 파괴자 정보 활동과의 분쟁"을 지시
- 1967년 10월 28일 – 휴이 뉴튼 (Huey Newton)이 경찰관 존 페이 사살. 현시점으로 흑표당원의 수는 100명 미만이었다.
- 1968년 초봄 – 엘드리지 클리버(Eldridge Cleaver)의 «차가운 영혼(Soul on Ice)» 발행
- 1968년 4월 4일 - 마틴 루터 킹 암살. 전국적으로 폭동 발생.
- 1968년 4월 6일 - 클리버가 이끄는 무장부대가 오클랜드 의회에 쳐들어 가다. 당원 바비 허튼 사망
- 1968년 4월-6월 중순 – 클리버 체포되어 유죄판결
- 1968년 7월 중순 - 뉴턴의 살해 재판 시작. 법원 앞에서 그를 구하기 위한 투쟁 지속
- 1968년 8월 5일 – LA 주유소 앞 경찰과 전투 끝에 흑표당원 3명 사망
- 1968년 9월 초 – 뉴턴의 살해 유죄선고
- 1968년 9월 말 – 클리버 쿠바로 탈주, 이후 알제리로 도망
- 1986년 10월 5일 – LA 시내 경찰과 시비로 또 한 명의 흑표당원 사망
- 1986년 11월 – 흑표당의 지지자들이 급증. 평화와 자유당과 SNCC의 관계 협약. 지원이 늘어날수록 흑표당 안 횡령 혼란사태 발생
- 1969년 초 – 1968년 후반에서 1969년 1월 중 흑표당원 사이에서 규칙 강화 잠입과 사소한 의견 불일치의 사유로 당원들을 걸러내기 시작함.
- 1969년 1월 14일 –LA지부에서 흑표당원들과 US Organization간의 총 싸움으로 당원 2명 사망
- 1969년 1월 – 오클랜드 흑표당에서 아침식사 프로그램(The Free Breakfast Program)시작
- 1969년 3월 – 흑표당원들을 2차로 걸러냈다
- 1969년 4월 – 뉴욕지부 21명의 흑표당원이 폭격 음모로 기소되어 투옥
- 1969년 5월 – 캘리포니아 남 지부 당원들과 US Organization 소속원들 간의 분쟁으로 흑표당원 2명 사망
- 1969년 5월 – 뉴헤븐 지부 뉴욕 흑표당원 알렉스 래클리 (Alex Rackley)가 다른 당원들에게 고문당하여 사망
- 1969년 7월 – 시카고에서의 총 싸움으로 경찰관 2명과 흑표당원 1명 사망.
- 1969년 7월 말 – 흑표당 이념들의 개인 수양과 인종 차별 반대주의에 초점 두어 변화
- 1969년 8월 – 래클리 살인으로 바비 실(Bobby Seale)의 기소 후 투옥
- 1969년 10월 18일 - LA시내 한 식당 앞에서 경찰관과 총 싸움 후 흑표당원1명 사망
- 1969년 중 후반 - 대 파괴자 정보 활동과의 분쟁 (COINTELPRO)활동 증가
- 1969년 11월 13일 – 시카고에서 경찰관과 총 싸움 후 흑표당원1명 사망
- 1969년 12월 4일 – 흑표당원 프레드 햄프턴 (Fred Hampton)과 마크 클라크 (Mark Clark)가 경찰 현장 급습해 사망
- 1969년 후반 – 현재 흑표당 참모장 데이비드 힐리아드(David Hilliard)은 폭력 혁명 지지. 1968년 후반부 터에 비해 흑표당원 가치 급 추락
- 1970년 1월 – 레너드 번스타인(Leonard Bernstein)은 흑표당을 위해 모금행사를 주최하지만 “in Radical Chic & Mau-Mauing the Flak Catchers”의 저자 톰 울프(Tom Wolfe)에게 신랄하게 비웃음을 샀다.
- 1970년 봄 –오클랜드 흑표당은 총과 파편성 폭탄으로 경찰관들을 공격해 경찰관 2명 상해
- 1970년 5월 – 뉴턴의 유죄판결은 무효됐지만 그는 풀려나지 못했다
- 1970년 7월 – 뉴턴은 뉴욕타임스에 “우리는 폭력 지지한적 없다” 선언
- 1970년 8월 – 뉴턴, 감옥서 풀려나다
- 1971년 1월 –뉴턴은 제로니모 프랫 (Geronimo Pratt), 뉴욕21 중 2명, 자신의 개인 비서를 흑표당에서 퇴출시켰다.
- 1971년 2월 – 생방송 중 다툰 뉴턴과 클리버 사이의 불화로 뉴턴은 클리버와 흑표당의 국제당원들을 퇴출시켰다.
- 1971년 봄 – 뉴턴파와 클리버파의 보복적 암살 시도로 인해 4명이 사망
- 1971년 5월 – 레클리의 살인의 주동자로 지목되었던 바비 실은 무죄로 풀려나 오클랜드로 돌아온다.
- 1971년 중 후반 – 전국적으로 몇 백 명의 당원들이 흑표당을 떠난다.
- 1972년 초 – 뉴턴은 전국에 퍼진 지부들을 패소하고 주요 흑표당원들만 오클랜드로 모집
- 1972년 중반 – 흑표당원들과 지지자들은 오클랜드 시내 정부에 자리를 차지한다.
- 1973년 – 흑표당은 모든 자원을 이용해 오클랜드 정부를 차지하는 데 노력한다. 실은 시장으로 출마하고 엘라인 브라운(Elaine Brown)은 시의회로 나선다. 두 사람 다 낙선하자 더 많은 흑표당원들은 사직했다.
- 1974년 초 – 뉴턴은 바비와 존 실, 데이비드와 준 힐리아드, 로버트 베이를 포함한 몇몇의 핵심 당원들을 퇴출. 실(Seale)파였던 수많은 당원들도 잇따라 사직하거나 낙오
- 1974년 8월 – 뉴턴은 청소년 매춘부였던 케스린 스미스 (Kathleen Smith)를 살해. 쿠바로 피신. 엘라인 브라운 (Elaine Brown)이 그의 자리를 대신하다
- 1974년 12월 – 회계사 베티와 패터가 흑표당의 재정적 부조리를 밝히려 하자 살해당함

## 활동

### 사회적 활동: 생존 프로그램(지역사회 서비스 프로그램)Survival Programs(Community Service Programs)
마오쩌둥 어록에 나온 마오쩌둥의 혁명 조언에 영감을 받은 휴이 뉴튼은 흑표당들에게 국민을 섬김것을 요구하며, 생존 프로그램을 만들었다.
흑표당의 이론가로서 주로 알려진 휴이 뉴튼은 또한 아주 실용적인 인물이기도 하였다. 그는 행동이 따르지 않는 생각, 또는 생각이 선행하지 않은 행동을 믿지 않았다. 그는 문제를 해결하기 위해 손가락 하나 까딱하지 않으면서 체제의 부당함을 외치기만 하는, 대학캠퍼스 내에서 찾을 수 있는 그런 종류의 탁상 혁명가들을 경멸하였다. 1966년 오랜 친구 바비 실(Bobby Seale)과 함께 유명한 10 가지 요점 플랫폼과 프로그램을 작성한 후, 휴이는 상아탑을 떠나 현장에 가서 그의 혁명을 시작한다. 뉴튼에게 있어 행동은 그가 “생존 프로그램”이라고 이름붙인 지역사회 프로그램들을 시작하는 것이었는데, 그것은 생존이 모든 종류의 혁명적 투쟁을 전제로하는 것이었기 때문이다. 뉴튼은 지역사회들이 이런 서비스들에 대한 비용을 부담할 수 없다는 것을 알고 있었는데, 만약 지역사회들이 이런 서비스들에 대한 비용을 부담할 수 있었다면 이런 서비스들이 애초에 부족하지 않았을 것이기 때문이었다.
휴이는 “우리의 모든 생존 프로그램은 무료이다. 우리는 우리 프로그램들중에서 필요한 것을 지역사회들이 제공 받는 것에 대해 동전 한푼도 청구하지 않았으며 앞으로도 그러지 않을 것이다.”라고 하였다.
생존 프로그램들은 의류 분배, 정치와 경제 계급, 무료 의료, 자기 방어와 응급 치료에 관한 수업, 피수용자들의 가족들을 위한 지방 교도소 등을 포함한다. 흑표당은 1966년부터 1982년 사이 총 65개의 프로그램을 운영하였다.

#### 아침식사 프로그램(The Free Breakfast Program)
학생들을 위한 무료아침식사 프로그램은 1968년 버클리, 캘리포니아에서 바비실과 휴이 뉴턴에 의해 시작되었다. 이 프로그램은 흑표당이 시작한 가장 먼저 주요했던 프로그램으로 가장 잘 알려진 프로그램이기도 할 것이다. 1969가 끝나기 전까지, 무료 아침식사는 흑표당의 국가중앙본부와 23개 지역 제휴기관들의 지원 아래 19개 도시에서 제공되었다. 2만명이 넘는 아이들이 빵, 베이컨, 계란등을 포함한 무료 아침식사를 초등학교나 중학교에 입학하기 전까지 제공받았다.

#### 건강 진료소(Health Clinics)
진료소들은 주민 무료 의료 센터(People’s Free Medical Centers(PFMC)라고 불리었으며, 클리브랜드(Cleaveland)에서 커네티컷(Conneticut)의 뉴 헤이븐(New Haven)에 이르기까지, 그리고 북 캐롤라이나(North Carolina)의 윈스턴 살렘(Winston Salem)에서 로스엔젤레스(Los Angeles)에 이르기까지, 전국적으로 13개 도시에 설립된다. 사회학자 알론드라 넬슨(Alondra Nelson)에 따르면, 여성들이 이 운동의 중추역할을 수행하였다. 이 사실은 흑표당의 당원들중 거의 60퍼센트가 여성이었다는 사실을 감안하면 그다지 놀라운 일은 아니었다. 진료소들중 일부는 상점들의 앞 공간에 위치하였으며, 일부는 트레일러나 급조된 건축물에서 운영되었는데, 대부분 그다지 오래가지 못하였다. 그러나 이 진료소들은 고혈압 측정, 납중독, 결핵, 당뇨, 암 검진, 신체검사, 감기치료 등을 제공하였고 소아마비, 홍역, 풍진, 디프테리아 등의 질병을 막기 위한 예방접종을 실시하였다.

#### 청년 기관(Youth Institute)
지역사회간 청년 기관(Intercommunal Youthful Institute)은 흑표당에 의해 1971년 1월에 설립되었으며, 1974년 오클랜드 지역사회 학교(Oakland Community School)로 개명되었다. 이 프로그램에서 흑표당의 목표는 아이들이 자신들의 최고의 가능성을 실현할 수 있게 끔 배우고 ,정신을 단련하여, 나중에 성공적인 삶을 살 수 있도록 하게 끔 하는 것이었다. 이 학교는 1974년 7월 처음 졸업생들을 배출하였다. 1977년 9월 캘리포니아 주지사 에드먼드”제리”브라운 주니어(Edmund “Jerry” Brown Jr.)와 캘리포니아 의회는 오클랜드 지역사회 학교에 “주(state)내에서 가장 높은 수준의 초등교육의 기준을 세운 것”에 대해 특별상을 수여하였다.

#### 공포스런 환경에 대항한 노년층(Seniors Against a Fearful Envionment, SAFE)
SAFE는 노인들을 대상으로 한 폭력과 강도행위를 방지할 목적으로, 특히 노인들이 퇴직금이나 사회보장수표를 현금화하러 외출할 때 그들을 보호하기 위하여 노인들의 요청으로 흑표당에 의해 설립되었다. 흑표당 참모장 대이비드 힐리아드(David Hilliard)에 의하면 흑표과 접촉하기 전 노인들은 오클랜드 경찰국(Oakland Police Department)에 보호를 요청하였으나, “앞으로는 길가에 가까이 걸으라”는 말만 들었었다. SAFE는 캘리포니아 오클랜드의 노년층을 위한 거주지구인 세틀라이트시니어홈즈(Sattelite Senior Homes)의 거주자들에게 무료 수송과 호위 서비스를 제공하였다.

#### 주민 무료 앰뷸런스 서비스(People’s Free Ambulance Service)
이 프로그램은 장시간이 소요되는 재정적 상태나 수입의 확인 절차를 거치지 않고 아프거나 부상당한 사람들에게 무료이면서도 신속한 운송서비스를 제공하였다. 힐리아드에 따르면 주민 무료 앰뷸런스 서비스는 최소한 한대의 24시간 운영되는 긴급앰뷸런스와, 오전 8시부터 오후 5시까지 운영되는 비긴급.회복용 앰뷸런스를 제공하였다. 주민들은 친절하고 효율적이며 전문적인 수행원들을 태운 현대적이고 편안한 앰뷸런스를 타고 집에서 병원으로, 또는 병원에서 집으로 수송되었다.

#### 무료 식료품 프로그램(Free Food Program)
이 프로그램은 흑인들과 다른 억압받는 사람들에게 무료 식품을 제공하였다. 무료식료품 프로그램의 목적은 경제상황이 흑인과 가난한 사람들이 합리적인 가격에 좋은 식료품을 구입하게끔 할 수 있을 때까지, 그들의 식료품을 보충해 주는 것이었다. 무료 식료품 프로그램은 두가지 기본적인 서비스를 지역 사회에 제공하였다.
1. 일상적인 필요를 충족시키기 위한 지속적인 식품의 공급
2. 현재 지속적 식품 공급으로 도울수 있는 지역사회의 일부분에 불과한 지역보다 더 큰 지역에 서비스를 제공하기위한 주기적인 식료품 대량분배가 두가지 기본 서비스이다.

지역사회는 계란, 통조림 과일과 야채, 닭고기, 우유, 감자, 쌀, 빵, 시리얼등을 포함한 신선한 식료품들을 담은 봉투를 제공받았으며, 최소 1주일치에 해당하는 식료품이 각 봉투에 들어있었다.

#### 흑인 학생 연합회 (The Black Student Alliance)
흑인 학생회와 흑인 학생들을 흑인 지역사회들과 통합시킬 실질적인 학교 내 프로그램들을 만들기 위한 목적과 함께, 베이에리아(Bay Area)지역의 몇몇 흑인 학생회들이 단결하여 1972년 5월 설립하였다. 베이에리아 지역 대학들이 주위의 억압받는 가난한 지역사회에게 좀더 책임 의식을 가지고 더 잘 봉사할 수 있도록 흑인 학생 연합회는 무료도서와 학용품, 무료운송수단제공 프로그램, 보육서비스, 학자금지원 프로그램, 영양가 있고 좋은 음식을 합리적 가격에 제공하는 식품프로그램 등을 제공하였고 더 나은 자질의 교사에 대한 요구와 더불어 적절한 수업과목 도입을 시작하였다.

#### 흑표 신문( The Black Panther News Paper)
이 신문은 흑표당의 공식적 기관이었다. 태블로이드 크기의 신문으로써 1967년 4월부터 매주 정기적으로 발행되기 시작한 신문이었으며, 24페이지 분량에 전국에 배포되었고, 휴이 뉴턴(Huey P Newton)이 저작권을 보유하였다. 흑표당 참모장(chief of staff)데이비드 힐리아드(David Hilliard)에 따르면 흑표당은 이 신문을 통해 전국의 흑표당 각 지부의 활동에 대한 정보와 뉴스를 제공하였으며, 또한 미국내, 아프리카, 전세계의 흑인의 그리고 다른 억압된 지역사회들에 대한 뉴스와, 이들에 대한 뉴스의 분석, 더해서 흑표당 사상가들의 이론적 저술물, 형태를 불문한 모든 억압으로부터의 인류의 해방과 관련된 문제들에 대한 뉴스를 제공하였다.

### 정치적 활동
흑표당은 스토클리 카마이클이 주도하는 학생 비폭력 협력회와 합병되었다. 1968년 흑표당의 정보 장관 엘드리지 클리버는 평화와 자유당의 명부로 대통령 사무직에 나갔다. 이는 화이트 팬서 당(인종 차별을 긍정하는 백인 결사인)에 큰 영향력을 끼쳤다.
흑표당은 말콤의 피부색과 성(gender)을 초월한 국제적인 노동계급의 통합을 따랐으며, 다수의 소수인종,그리고 백인 혁명 단체들과 협력하였다.
흑표당은 무기를 소장할 수 있는 헌법적 권리를 이용할 것을 결정하였고, 또한 경찰을 순찰함으로써 말콤X의 자기방어 철학을 실행할 것을 결정하였다. 흑표당은 경찰에의한 극심한 폭력이 흔했던 시절에 이런 활동들을 하였는데, 경찰은 무차별적으로 흑인들을 폭행하거나 죽이곤 했었다. 심지어 경찰은 미국 북부지방 빈민촌에서 일할 경찰을 인종차별적인 미국 남부에서 모집해 오기도 하였다.
한번은 흑표당이 순찰하던 도중 젊은 남성을 멈추어 수색하고 있는 경찰을 목격하게 되었다. 흑표당원들은 차에서 나와 사건 현장으로 이동하여 총을 밖으로 완전히 드러낸 채로 서서 그 장면을 구경하였다. 이에 화가난 경찰은 그들을 심문하고 구속할 것이라고 협박하며 위협하려고 시도하였다. 하지만 휴이 뉴튼은 법을 자세히 공부하였으며 이 상황에 관련된 모든 법과 재판정의 판결을 인용할 수 있었다.
휴이는 한손에 법률서적을 들고 다른한손에 총을 든 채로, 무기가 숨겨져 있지 않은 이상 그 무기들을 소지할 수 있는 헌법적 권리를 "돼지들"에게 가르쳤다. 그는 경찰들에게 이 법에 대해 언급하였고, 또한 모든 시민은 "합리적인 거리"를 경찰관과 자신의 사이에 두고있는 한 경찰관이 자신의 의무를 수행하는 것을 지켜볼 권리가 있다고 하였다. 그리고 그는 그들에게 그 "합리적인 거리"를 정의한 대법원의 판결을 언급하였다.
이 장면을 목격하려고 모인 군중들은 놀라움에 사로잡혔다.
흑표당은 자신들이 총격전을 시작하려고 하지 않으며 자신들의 총을 자기방어에만 사용할 것임을 분명히 하였다. 흑표당은 이 기회를 이용하여 그들의 10요점 프로그램 인쇄물을 배포하고, 사람들에게 흑표당의 이념을 알렸으며 사람들을 정치 모임에 초대하였다. 당황하고 불안한 경찰은 이 때를 틈타 그곳에서 떠났다.
이 총기사건은 흑인 지역사회와 경찰 모두에게 큰 심리적 영향을 끼쳤다. 경찰에 있어서는 자신들이 다른사람에게 불러일으켰던 공포의 방향을 바꾸는 사건이 되었다. 반면 흑인 지역사회에 있어 이 사건은 그들의 상상력을 촉발시켰고, 사람들은 흑인 형제들과 자매들이 자신들의 이익을 보호하는 것을 보고 힘을 얻었다고 느끼게 되었다.
총을 소지하는 것에는 양면성이 존재하였다. 대부분의 사람들이 이를 긍적적인 움직임으로 보았지만, 다른사람들은 호전적인 이미지 때문에 이 움직임을 꺼리게 되었다. 특히 많은 흑인 청년들이 흑표당 사무실에 총과 흑표당 유니폼, 그 이미지를 위해서 오게 되었다. 이런 일이 발생하였을 때 흑표당원들은 흑인투쟁은 총을 집어드는 것보다 훨씬 더 큰 일이라고 그저 설명하였다. 그것은 자신, 그리고 다른사람을 교육시키는 일이었고, 지역사회 프로그램들을 조직하는 일이었으며, 신문을 판매하고 주민들을 위해 봉사하는 일이었다. 동시에 흑표당원들은 흑인 청년들이 다른 흑표당 당원들이 당 업무로 인해 외출 하였을동안 유아원에서 아이들을 돌보며 일하게끔 하였다. 이러한 방식으로 흑표당원들은 사람들이 흑표당의 이념을 이해하였음을, 그리고 그 이념이 무엇에 대한 것인가에 대한 균형잡힌 시각을 가졌음을 확실히 하였다.

#### 캘리포니아 리치몬드에서의 집회 (Rallies in Richmond, California)
캘리포니아의 리치몬드에 있는 흑인 지역사회는 경찰의 만행으로부터 보호를 받고 싶어했다. 그 도시 지역에는 들어오고 나갈 수 있는 도로가 3개밖에 존재하지 않았기 때문에 경찰들은 대부분의 미국 흑인들을 통제하고 진압하기가 수월했다. 1967년 4월 1일, 무장하지 않았던 22살의 흑인 공사 인부 덴질 다월 (Denzil Dowell)은 북 리치몬드에서 경찰의 총에 맞아 사망했다. 다월의 가족은 자치주 공무원들이 사건을 조사하기를 거부하자 흑표당에 도움을 청했다. 흑표당은 북 리치몬드에서 집회를 열었고 이는 지역사회 사람들이 덴질 다월 사건과 무장된 자기 방어에 대해서 각성하게 되는 계기가 되었다. 경찰들은 모든 흑표당원들이 무장되어 있었고 어떠한 법도 어기지 않았기 때문에 쉽사리 간섭하지 못했다.

#### 주 의회 의사당에서의 시위 (Protest at the Statehouse)
흑표당의 자기방어를 위한 관심은 1967년 5월 2일 캘리포니아 주의회에서의 시위 이후로 급격히 높아졌다. 1967년 5월 2일 캘리포니아주 의회 위원회는 형사소송에서 "멀포드법"으로 알려진 법을 논하기 위해 소집되었다. "멀포드법"은 시민들이 다량의 화기를 운반하는 것을 금하는 법이다. 클리버와 뉴턴은 그 법안에 항의하기위한 시일이 이끄는 26명의 무장된 흑표당원 부대를 오크랜드에서 새크라멘토까지 보내기위해 계획을 준비했다. 부대는 그들이 가져온 무기를 들고 의회에 들어갔다. 경찰은 시일과 다섯명의 당원들을 체포했고, 이 사건은 대중들에게 널리 알려졌다. 흑표당원 부대는 경범죄로서 입법심의회를 방해한 혐의를 인정했다.
"1967년 5월 2일, 흑표당원들은 총기 무장한 채로 새크라멘토의 주 회의장을 침입했다.이 사건은 아주 떠들썩하게 언론의 집중을 받았다. 아직도 흑표당원들은 그날 있었던 많은 인사들을 공포에 떨게한다. 그 당시 흑표당원들을 지지하는 자들은 드물었다. 하지만 오늘날 흑표당원의 리더들은 전국각지에서 경찰을 살해한 혐의로 1967년 9월 28일부터 투옥된 뉴턴을 구하기위한 투쟁을 지지하는 급진주의자들을 계속해서 모으고 있다."

#### 캘리포니아 수도에서의 행진
1967년 5월 흑표당은 캘리포니아주의 수도에서 완전무장을 한 채로, 캘리포니아주가 장전된 무기를 공공장소에서 소지하는 것을 금지하려고 한 시도에 항의하며 행진하였다. 행진에서 바비 실이 항의의 선서를 낭독하였다. 경찰은 바비실과 30명의 무장흑표단원들을 즉각 체포하였다. 이런 흑표당 초기 공권력에의한 정치적 억압 행위는 미국내 대항 운동에 불을 붙였고, 곧 소수민족 노동자들이 다른 주(state)에서 무기를 들고 새로운 흑표당 지부를 설립하게끔 하였다.

#### 법률 집행 기관 과의 분쟁
흑표당이 국민적 인기를 얻기 시작하면서 정부는 당과 당의 활동들에 탄압을 시작하였다. 휴이 뉴튼은 살인죄로 주장되어 체포되어 자발적 학살로 유죄 판결을 받았다.
1968년 4월 흑표당은 경찰과의 전투에 관련되었으며, 당원 바비 허튼이 사망하였다. 흑표당의 중앙적 의도들 중의 하나는 지방 경찰청에 의한 학대 금지였다. 1966년 당이 창립되었을 때 오클랜드 경찰관 661명 중에 16명은 흑인들이었다. 따라서 많은 당원들은 경찰청의 목적과 공명 정대에 의문을 두었다. 이 상황은 주요 도시들의 경찰청들이 흑인들에 의한 균형적 회원 자격이 없었던 이유로 오클랜드만 유일한 것이 아니었다. 1960년대를 지나면서 여러 도시들에서 불균형적인 백인 경찰들의 의한 정책에 대항하며 흑인들의 폭동들이 일어났다.
흑표당은 경찰들의 이웃 순찰을 반대하는 길을 탐구하였다. 1970년 안에 경찰과의 현장 급속에서 34명의 흑표당원들이 사망하였다. 다양한 경찰 조직들이 흑표당이 15명 이하의 법률 집행적 경찰관들의 사망과 부상에 책임이 있다고 주장하였다. 이 세월동안 배심원단들은 몇몇의 흑표당원들이 폭력적 범죄에 유죄를 선언하였다.
1966년과 1972년 사이 당의 활동이 활발하였을 때 몇몇의 경찰청은 더 많은 흑인 경찰들을 고용하였다. 이 시기에 많은 흑인 경찰들은 자신들의 시민 방어와 경찰 직위에 흑인들의 출석을 늘이기 위한 기구들을 결성하였다. 많은 경찰청들에서는 흑표당의 활동을 진압하는 흑인 경찰들에게 진급을 내리기 마련이었다. 시카고에서 1969년 2명의 흑표당원 프레드 햄프턴과 마크 클라크가 경찰 현장 급슥에서 사망할 때 흑인 경사는 제임스 데이비스였다. 뉴욕에서는 흑인 경찰관들이 흑표당들의 회의에 침입하는 데 이용되었다. 1972년에 당이 해산되자 미국 전역의 경찰청 대부분에 인종 차별이 폐지되었다.

### 대 파괴자 정보 활동과의 분쟁 (COINTELPRO)
1967년 8월 미국 연방수사국(FBI)은 흑인 국민주의 증오 단체들과 다른 반체제자 단체들을 중립화시키기 위한 프로그램 "대 파괴자 정보 활동과의 분쟁"을 지시하였다. 1968년 9월 FBI 국장 에드거 후버는 흑표당을 국가의 내부 안전에 강대한 위협"으로 묘사하였다. 1969년 안으로 흑표당은 대 파괴자 정보 활동과의 분쟁의 주요 목표물이었다. 흑인 국민주의 295개 중에 233개는 이 분쟁의 목표물이 되었다. 이 프로그램의 목적은 투쟁적 흑인 국민주의 단체들의 단일화를 막고, 이 단체들이 그들의 번창과 후원을 줄이는 데 불신임하면서 그 지도자들의 힘을 약하게 하는 것이었다. 초기 목표물에는 남부 기독교 연합 회의, 비폭력 학생 협력위원회, 인종 차별 반대의 혁명적 행동 운동과 네이션 오브 이슬람(미국의 흑인 이슬람교도로 구성된 과격파 흑인 단체)가 있었다. 지도자들에는 마틴 루터 킹 주니어, 스토클리 카마이클, 맥스웰 스탠포드와 일라이저 무하마드가 있었다.
대 파괴자 정보 활동의 목적 중 하나는 흑인 민족주의자 파벌들의 경쟁 관계를 만들고 이용하는 것이었다. 한 번은 흑표당과 시카고의 길거리 패거리인 블랙스톤 경비대 사이의 “적대감을 심화” 시키려는 노력이 있었다. 미국 연방 수사국은 블랙스톤 경비대 지도자에게 흑표당원들이 그를 죽이려고 한다는 익명의 편지를 보내 흑표당 지도자들에게 보복을 하게끔 만들었다. 캘리포니아 남부 지역에서도 비슷한 시도가 있었는데, 이는 흑표당과 ‘미국 단체’라는 조직 사이에 싸움이 일어나게 하기 위해서였다. 이 사건은 미국 연방 수사국이 ‘미국 단체’에 화를 돋우는 편지를 보낸 것으로 알려져 있다.
대 파괴자 정보 활동은 또한 흑표당을 해체시키기 위해 흑표당이 지지했던 가장 영향력 있는 지역사회 서비스 프로그램인 아침 식사 프로그램을 타겟으로 삼았다. 아침 식사 프로그램의 성공은 기아와 굶주림 문제를 제대로 다루지 못한 정부의 무능함을 보여주었다. 미국 정부보다 효과적으로 이런 문제들을 해결했던 아침 식사 프로그램은 미국 연방 수사국으로부터 아이들을 흑표당에 노출시키기 위한 작전이라는 비판을 받았다. 이에 대응하고 아침 식사 프로그램을 해체하기 위해 경찰과 연방 수사국원들은 프로그램의 지지자들과 참여자들, 당원들을 정기적으로 괴롭히고 위협했으며, 기증자들과 교회, 복지관들과 같은 후원단체들을 쫓아내기 위해 노력했다.
대 파괴자 정보 활동과의 분쟁 프로그램이 폭력을 막는 데 표면상으로 위임되었어도 폭력을 키우는 데 전술로 이용되었다. 1969년 1월 12일 캘리포니아 대학교 로스앤젤레스에서 흑표당과 US 기구 단원들 사이에 전투가 일어났는데 2명의 흑표당원들이 사망하였다. FBI 대리인들은 이 두 단체 사이의 어떤 폭력적 분쟁에 선동하는 명예를 주장하였다.
12월 4일 시카고에서 경찰의 현장 급슥에서 2명의 당원이 사망하고 다른 당원들은 거리로 끌려나와 경찰에게 구타당하고 강습 혐의로 구속되었다. 5월에는 19살의 뉴욕 흑표당원 알렉스 래클리가 다른 당원들에게 고문당하여 사망하였다.

## 흑표당의 확장
특히 1967년 5월 2일 후에 캘리포니아주 의사당에서 휴이 뉴튼의 구속에 항의하면서 당의 인식은 지속적으로 번창하였다. 1968년 2월 17일 오클랜드 공회당에서 휴이를 위한 대집회를 열었다. 이 사건 후에 회원들의 수가 늘어났다. 새 단원들은 6주간 훈련 프로그램과 마오쩌둥 어록에 주제를 담은 정치적 교육반들에 참석해야 했다.
단원들은 폭력에 대항하여 총을 들고 자신들을 방어하는 데 힘을 얻었다. 밀어닥친 대학생들이 단체에 가입하였으며, 어떤 단원들은 다른 단원들이 자신들의 거리 사고방식을 유지하기 원할 동안에 흑표당의 사회적 프로그램을 성원하는 데 흥미를 가졌다. 많은 흑표당원들로서 단체는 갱 타입보다 약간 더한 편이었다.
흑표당의 슬로건과 도상이 번져갔다. 1968년 멕시코시티 올림픽때 메달 시상식에서 토미 스미스와 존 칼로스가 블랙 파워 슬로건을 보이자, 이 행위로 국제 올림픽 위원회는 이들을 추방시켰다. 제인 폰다같은 헐리우드 명성들은 그들의 좌익 프로그램에 관련되었다. 제인 폰다는 1970년대 초반에 공개적으로 휴이 뉴튼과 흑표당원들을 후원하였다. 흑표당들은 좌익 혁명인들과 정치적 활동인들을 넓게 끌어들였다.

## 논쟁

### 폭력
1967년 10월 17일 오클랜드에서 휴이 뉴튼이 운전 도중에 경찰에 의하여 멈추었을 때, 경찰관 존 페이를 쏘아 죽였다. 뉴튼 자신과 다른 경찰관 허버트 힌즈도 총탄에 의하여 상처를 입었다. 구속된 뉴튼은 3년 후에 석방되었다. 같은 해 5월 2일 캘리포니아주 의회의 범죄 진행이 공동적으로 탄알이 들은 화기의 표명을 추방하는 논의를 회합하는 스케줄이 잡혔다. 바비 실이 이끄는 30명의 흑표당원들을 새크라멘토로 청구서에 항의하는 데 보내는 계획에 엘드리지 클리버와 뉴튼이 함께 놓아졌다. 당원들은 총을 들고 주의사당에 들어갔다. 바비 실과 5명의 당원들이 체포되었고, 입법부의 혼란을 가져온 죄로 유죄 판결을 받았다.
1968년 4월 7일 당원들과 경찰 간의 전투에서 당원 바비 허튼이 사망하고, 엘드리지는 상처를 입었다. 1967년 가을부터 1970년 말기까지 9명의 경찰관들이 사망하고 56명이 상처를 입었으며, 10명의 흑표당원들이 사망하는 결과를 가져왔다. 1969년 348명의 흑표당원들이 여러 가지 범죄를 일으킨 죄로 체포되었다.

### 흑표당의 악명
흑표당이 당원들을 경찰로부터 보호하기 위한 초기 전략 중 하나는 총기를 공개적으로 소유하고 있어도 된다는 그 당시의 법을 이용하는 것이었다. 이는 경찰의 잔인한 행위를 기록하기 위해 지역에 있는 경찰들을 따라다니는 것으로 이어졌다. 경찰과 마주치면 그들은 법을 인용하며 본인들의 무죄를 입증했고, 그들의 합헌적 권리를 위배하는 경찰들에겐 법정으로 데려갈 것이라며 위협을 했다.
흑표당의 이런 호전적 태도는 공격적인 집단이라는 악명을 얻게 해주었다. 흑표당원들은 캘리포니아의 법을 적용해서 공개적으로 보여지고 누군가를 가리키지 않는 범위 내에서 장전된 총과 산탄총을 들고 다녔다. 공개적으로 무기를 들고 다니며 경찰들에게 위협을 주는 행위는 흑표당이 폭력적인 집단이라는 명성을 얻게 하였다.

### 평가
흑표당이 미국 사회와 지역 환경에 미친 영향에 대해 많은 논쟁이 있다. 그 중 작가 자마 라즈로우(Jama Lazerow)는 이를 긍정적인 시선으로 바라봤다 : “흑표당원들은 말콤 X(Malcom X)가 주창한 질서, 자부심, 그리고 침착한 자신(自信)의 후계자들로서 추상적인 민족주의에 대담함을 불어넣고, 젊은 흑인 노동 계층이 인종 간 마찰과 베이 에리어 신좌익(Bay Area New Left) 정치에 참여토록 하여 흑인 사회 내 국가적인 영웅이 되었다…1966년에 흑표당원들은 오클랜드의 빈민가를 영토로, 경찰을 침입자로, 그리고 흑표당의 목적을 지역 사회의 수호로 규정하였다. 흑표당의 ‘경찰을 감시하자’라는 슬로건은 당시 백인으로 이루어졌던 경찰의 폭력성에 이목을 모았다.” 나아가 퍼듀 대학교의 쥬드슨 제퍼리스(Judson L. Jefferies) 교수는 흑표당을 ‘20세기 가장 영향력 있는 흑인 개혁 집단’이라고 평가하였다. 로스엔젤레스 타임즈(The Los Angeles Times)는 제국에 대항한 흑인이라는 저서에 대한 리뷰에서 흑표당을 ‘대단한 정치적, 문화적 세력’이자 ‘똑똑하고 폭발적인 몽상가들의 운동’이라고 표현하였다.
반면 흑표범의 이면 : 휴 뉴튼과 흑인 권력의 대가를 출판한 기자 휴 피어슨(Hugh Pearson)은 흑표당에 대하여 부정적인 입장을 내비쳤다. 그는 당의 범죄와 잔인함이 미국 내 흑인 빈민가의 상황을 더욱 악화시켰다고 평가했다. 나아가 비평가들은 흑표당의 ‘총기의 미화’와 ‘폭력배 근성’의 선전이 이후 몇 십년간 폭발적으로 증가한 흑인과 백인 간의 갈등과 연관된다고 보았다. 전 교교부(Ministry of Information) 장관 엘드리지 클리버(Eldridge Cleaver)는 그가 흑표당을 떠난 후 이루어진 인터뷰에서 흑표당의 유산은 부분적으로 법에 대한 무례와 무분별한 폭력을 포함한다고 한탄하였다. 또한 그는 폭력적인 흑인 군국주의에 대한 그의 선전이 성공했다면, ‘완전한 피바다’로 이어졌을 것이라고 인정하였다. 마지막으로 그는 흑인 부르주아층의 흑인 빈곤층에 대한 외면을 한탄하고 바람직한 롤 모델의 부재로 인해 젊은 흑인들의 전투적인 정신과 정의에 대한 의지를 활용하지 못했다는 점에 대해 아쉬워했다.

## 쇠퇴
1970년대 초반 외부 공세와 법적 문제, 내부 분열로 인해 흑표당은 정치적 세력으로서 급격히 쇠퇴하였다. 1970년 뉴튼은 감옥에서 풀려나온 후 클리버의 즉각적인 무장투쟁을 강조하는 선동적인 수사를 거부함으로써 당을 되살리려 하였다. 뉴튼은 경찰과의 대립 대신에 아이들을 위한 무료 급식과 같은 지역사회 봉사, 그리고 1970년대 중반에는 선거정치에의 참여를 강조하였다. 대중적 성원을 되찾기 위한 뉴턴의 이러한 노력들은 뉴튼과 다른 흑표당원들이 다른 흑인들을 대상으로 한 강탈, 착취와 폭행에 연루되었다는 고발이 기고됨으로써 무력화 되고 말았다. 1970년대 중반까지 실과 클리버를 포함한 대부분의 전 흑표당원들은 당을 떠났거나 당으로부터 추방당하였고, 범죄혐의를 받고있던 뉴튼은 쿠바로 도주하였다. 나중에 미국으로 돌아온 그는 논란적인 인물로 남게 되었다.그는 박사학위를 마치고 정치적으로 활발하게 활동하였음에도 불구하고 마약 거래에도 연루 관련되어 있었다. 그는 오클랜드에서 1989년 여름 마약관련사건에서 총에 맞아 사망하게 되었다.

## 영향
1960년대 후반, 베트남 전쟁에 대한 반전운동과 더불어 흑표범당은 지도자가 구속되는 등, 세력이 약화되었다. FBI의 강경적인 대응이 시작된 것이다. 그럼에도 흑표범당은 백인 급진주의자들인 신좌파 세력과 연대를 통해 활동을 계속했으나, 1972년 미국의 캄보디아 침공에 대한 신좌파 세력과 흑표범당의 연합저항운동을 끝으로 신좌파 세력은 대체로 사라졌고, 상당수 당원을 구속과 사망으로 잃은 흑표범당의 활동도 사실상 중지되었다. 비록, 짧은 기간의 활동이었으나 흑인사회에 대한 흑표범당의 영향력은 대단했다. 1968년에 열렸던 멕시코 올림픽 200m 육상 금메달, 은메달을 땄던 토미 스미스(Tommie Smith)와 존 칼로스(John Carlos)는 시상대에서 블랙파워를 의미하는 경례를 했고 문인과 화가를 비롯한 각종 예술가들은 검은 것에 대한 아름다움을 그들의 작품으로 표현했다.
흑표범당의 정신은 펑카델릭(Funkadelic)의 1979년 앨범 [Uncle Jam Wants You]의 음반 표지에서 발견될 수 있다. 이 포스터는 휴이 P. 뉴튼이 중앙에 앉아 있는 유명한 흑표범당 포스터를 오마주한 디자인으로서 조지 클린턴이 뉴튼의 자리에 앉아 있다. 앨범 제목 또한 미국 징병 포스터의 ‘Uncle Sam Wants You'를 패러디하고 있다. 수록곡인 “Uncle Jam”에서는 혁명에 동참할 동지를 구하는 메시지를 훵키한 리듬을 통해 표현한다. 그리고 결정적으로 그동안 더럽고 지저분한 뜻으로 여겨졌던 'Funk'의 의미가 재해석되었다.
흑표범당의 대변인이자 재즈 뮤지션인 엘라인 브라운(Elaine Brown)은 당의 지도자였던 휴이 뉴튼이 경찰과 총격전에서 부상당한 후 대행으로 활동하기도 했다. 그녀는 1969년에 앨범 [Seize the Time]을 발표했는데, 수록곡인 “The Meeting”은 흑표범당의 당가로 사용되었다. 흑표범당과 그녀의 음악은 질 스콧 헤론(Gil Scott-Heron)이나 라스트 포잇츠(The Last Poets)와 같은 급진적인 흑인 뮤지션들에게도 어느 정도 영향을 주었던 것으로 추정된다.,,
‘방어적’ 폭력을 신봉한 흑표범당이 진보진영에서 여러 차례 화제가 되던 당시 그에 못지않게 주목받은 부분은 아이러니하게 여성운동 측면이었다. 바로 흑표범당을 이끌었던 세 명의 여인 때문이다. 현재 캘리포니아 산타크루즈 대학의 종신교수인 안젤라 데이비스(Angela Davis)는 세 명의 산 퀘튼 죄수를 납치하려 한 계획을 세웠으며, 그 사건 동안 4명을 죽였던 총을 공급했다는 죄목으로 고소되었다. 이 사건으로 그녀는 많은 지지를 받았는데, 18개월의 투옥생활 후 무죄를 선고받았고, 이후, 여성인권에도 큰 영향을 미치는 활동을 하였다. 대표작으로는 [여성과 문화와 정치]가 있다.
투팍의 친모로 더욱 유명한 아사타 샤커(Assta Shaur)는 흑표범당의 활동 중 하나인 무료아침식사 프로그램을 담당했다. 흑표범당 내의 마초적인 분위기를 비판할 만큼 당당한 여성이었던 아사타는 후에 흑표범당의 군대에 적극적으로 앞장서면서 FBI의 주요 타깃이 되었다. 의식 있는 MC로 힙합팬들에게 인정받는 커먼(Common)은 그의 수작인 앨범 [Like Water For Chocolate]의 “Song for Assata”를 통해 그녀를 기리기도 했다.

## 관련 유명인물

### 말콤 엑스 (Malcolm X)
말콤 엑스는 미국 흑인을 대표한 흑인 인권 운동 활동가이다. 그는 모두 흑인들이 비폭력주의로 인권 전쟁을 치르던 중 이제 반대 되는 주장을 내세우며 비폭력주의의 무력함을 강조했다. 말콤 엑스의 이론은 흑표당 개관 당시 이 젊은 흑인들에게 신생의 흑인 애국주의 전통에 대해 일깨워 주었다. 마틴 루터 킹과는 다른 관점으로, 비폭력주의 협상에서 온 좌절을 겪던 흑인에게 새로운 동기부여를 했다. 특히 거듭 좌절을 겪던 북서부 지역 흑인들에게 새로운 탈출구를 제시해 나갔다.

### 안젤라 데이비스 (Angela Davis)
안젤라 데이비스는 1960년대 여성으로서 강력히 흑인 인권을 위해 앞장선 정치 운동가이다. 안젤라는 흑표당과 친밀한 관계를 유지하며 많을 영향력을 행사했지만 흑표당의 일원은 되지 않았다. 그녀는 시민 평등권 운동 (Civil Rights Movement)에 밀접한 개입이 있었으며 미국 공산당 (Communist Party USA)의 일원이었다. 이 뿐만이 아니라 알아주는 급진적 여성주의 (radical feminist)로 여성으로서 목소리를 내세웠다. 독일의 프랑크푸르트 대학교 재학 중 흑표당의 건립 소식으로 한 걸음에 미국으로 달려올 만큼 흑인 인권 운동에 있어 심의 있는 영향력을 끼쳤던 여성이다.

## 협력 단체
백표당(白黑黨, The White Panthers)은 극좌성격의 반 인종차별주의를 주장한 백인 미국인의 정치적 모임이다. 1968년에 펀 플라몬돈(Pun Plamondon),레니 신클레(Leni Sinclair),존 신클레어(John Sinclair)에 의해 설립되었다. 백표당은 흑표당의 설립자 휴이 뉴튼이 한 인터뷰에서 백인들이 흑표당을 지지하기 위해 무엇을 도울 수 있겠냐는 질문으로부터 시작되었다. 휴이 뉴튼은 백인들이 백표당을 세울수 있지 않겠냐고 대답했다. 반문화(counterculture)의 시대의 조직으로서 백표당이라는 이름을 달았고 문화 혁명에 힘을 기울였다. 신클레어는 백표당이 백인 우월주의 단체로 오해받지 않기 위해 최선의 노력을 다했다. 백표당은 무지개 연합(Rainbow Coalition)에 다양한 소수 민족 인권 단체와 같이 활동하였다.

## 최근
2006년 10월 오클랜드에서 흑표당이 설립 40주년을 맞아 재결합을 개최하였다. 2007년 1월 캘리포니아 주와 연방 특별 조사단이 함께 1971년 캘리포니아 경찰관의 살인 사건에 관련된 8명의 당원들을 체포하였다. 그들은 흑인 해방군의 전 당원이라고 밝혔고, 그 중에 2명은 흑표당과 연결되어 있었다.

### 신 흑표당
1989년 당원은 텍사스주 댈러스에서 신 흑표당을 결성하였다. 10년 후에 신흑표당은 칼리드 압둘 무함마드가 의장을 맡은 네이션 오브 이슬람 전 단원들에게 본부였다.
비방 반대 동맹과 남부 빈곤 법률 센터는 신 흑표당을 선동적 단체로 숙고하였다. 흑표당의 원래 당원들은 이 신 흑표당이 위법이며 새로운 흑표당이 없다고 강력히 반대하는 주장을 내세웠다.